# Stanisław Grabowski (malarz)
Stanisław Grabowski (ur. 1901 w Libawie, Łotwa, zm. 1957 w Chartres, Francja) – polski malarz.

## Życiorys
Syn urzędnika służby celnej oraz długoletniego deputowanego do Rady Miejskiej Lipawy Witolda Grabowskiego i Karoliny Missan z Kałun, prawnuk Konstancji Gładkowskiej, pierwszej miłości i muzy Fryderyka Chopina. Stanisław Grabowski uczęszczał do Szkoły Handlowej, gdzie jego pierwszym nauczycielem rysunku był Kajetan Szklerys, pod jego kierunkiem kopiował wówczas obrazy Pankiewicza i malował weduty. W 1914 rodzina przeniosła się do Rybińska nad Wołgą, gdzie kontynuował naukę w pracowni Michaiła Szczegłowa. Po wybuchu rewolucji październikowej przebywał w Petersburgu, gdzie podczas zwiedzania Ermitażu zetknął się pierwszy raz z malarstwem europejskim. W 1919 wyjechał do Warszawy, studiował w Szkole Sztuk Pięknych pod kierunkiem Karola Tichego, Władysława Skoczylasa i Wojciecha Jastrzębowskiego. Podczas zajęć w pracowni Mieczysława Kotarbińskiego poznał w 1923 Nadieżdę Wandę Chodasiewicz, która rok później została jego żoną. W 1926 wyjechali do Paryża, gdzie kontynuowali naukę w Academie Moderne pod kierunkiem Fernanda Légera i Amédéa Ozenfanta. Po rozwodzie wyjechał na trzy lata do Hiszpanii, a następnie powrócił do Paryża. Podczas II wojny światowej przebywał na południu Francji, m.in. w Nicei i koło Grasse. Po zakończeniu okupacji powrócił do Paryża i zamieszkał w słynnym La Ruche przy 2 du passage de Dantzig. W 1952 przyjął pod swój dach Mieczysława Janikowskiego, młodego malarza który po II wojnie początkowo mieszkał w Wielkiej Brytanii. W latach 50. Stanisław Grabowski był aktywny w życiu artystycznym Paryża, jego prace uczestniczyły w wystawach na Salonach i w galeriach prywatnych. Wystawiał również w Londynie i Nowym Jorku, część prac przesyłał do polskich galerii w Warszawie, Poznaniu i Kielcach. 
Najliczniejsza kolekcja prac Stanisława Grabowskiego znajduje się w zasobach Muzeum Narodowego w Warszawie oraz w Muzeum Sztuki w Łodzi, w którym bogata kolekcja przedwojennej awangardy europejskiej powstała dzięki pomocy i zaangażowaniu małżeństwa Grabowskich.